# Crossarchus alexandri
Crossarchus alexandri är en däggdjursart som beskrevs av Thomas och Wroughton 1907. Crossarchus alexandri ingår i släktet Crossarchus och familjen manguster. IUCN kategoriserar arten globalt som livskraftig. Inga underarter finns listade.
Denna mangust förekommer i centrala Afrika i Kongo-Kinshasa och angränsande delar av Uganda. I bergstrakter når arten 2900 meter över havet. Habitatet utgörs av tropisk regnskog. Crossarchus alexandri syns ibland nära samhällen.
Arten har rufsig svartbrun päls med flera gråa hår inblandade. Ryggen och sidornas täckhår är ungefär 50 till 60 mm långa. På naken finns en man med 60 till 80 mm långa har. Huvudet kännetecknas av en lång nos och ljusbruna öron. Extremiteterna är korta och vid alla tår finns skarpa klor som är längre vid framtassarna. Individerna blir 37 till 44 cm långa (huvud och bål), har en 24 till 32 cm lång svans och väger mellan 1,15 och 1,75 kg.
Flocken består av upp till 20 medlemmar och upp till 10 individer sover i samma gömställe som ofta ligger i ett ihåligt träd. De markerar reviret med sekret från analkörtlarna. Därför står de ibland på händerna för att nå grenar som ligger 25 cm över marken. För kommunikationen finns olika grymtande och kvittrande läten. Honor föder 3 till 4 ungar per kull.
I magsäcken av individer som undersöktes hittades främst rester av ryggradslösa djur som snäckor, maskar och insekter samt några fruktbitar. En annan art av samma släkte jagar även mindre ryggradsdjur och kanske har Crossarchus alexandri samma byten.